# سفارت استرالیا در مصر
سفارت استرالیا در مصر (به عربی: سفارة أسترالیا فی مصر) یک منطقهٔ مسکونی و نمایندگی سیاسی این کشور در مصر است که در قاهره واقع شده‌است.